# Guillaume Tiberghien
Pour les articles homonymes, voir Tiberghien.
Guillaume Tiberghien, né le 9 août 1819 et mort le 28 novembre 1901, est un philosophe belge, qui fut doyen de la faculté de philosophie de l'université libre de Bruxelles de 1858 à 1860.

## Biographie
Guillaume Tiberghien reçoit le titre de docteur en philosophie et lettres en 1845, après avoir été reçu au concours universitaires de 1842. Il est professeur agrégé de la faculté à compter de 1846 et professeur à l'Université libre de Bruxelles (ULB) en 1853. Homme politique libéral, il est également élu communal de Saint-Josse et conseiller provincial du Brabant. Fondateur du cercle culturel la Libre-pensée et de la ligue de l'enseignement, il est membre permanent du conseil d'administration de l'ULB. C'est un ardent défenseur de la séparation de l'Église et de l'État et de l'instruction publique obligatoire.

## Publications
- Exposition du système philosophique de Krause, 1844
- Dissertation sur la théorie de l'infini, 1846
- Études sur la religion, 1857
- La science de l'âme dans les limites de l'observation, 1862
- Logique. La science de la connaissance, 1865
- Enseignement et philosophie, 1873
- Le temps, dissertation philosophique, 1883
- Le nouveau spiritualisme, 1892